# Newsteadia pinicola
Newsteadia pinicola är en insektsart som beskrevs av Shiau och Kozár in Kozár 2004. Newsteadia pinicola ingår i släktet Newsteadia och familjen vaxsköldlöss.
Artens utbredningsområde är Taiwan. Inga underarter finns listade i Catalogue of Life.